# Кайкэн

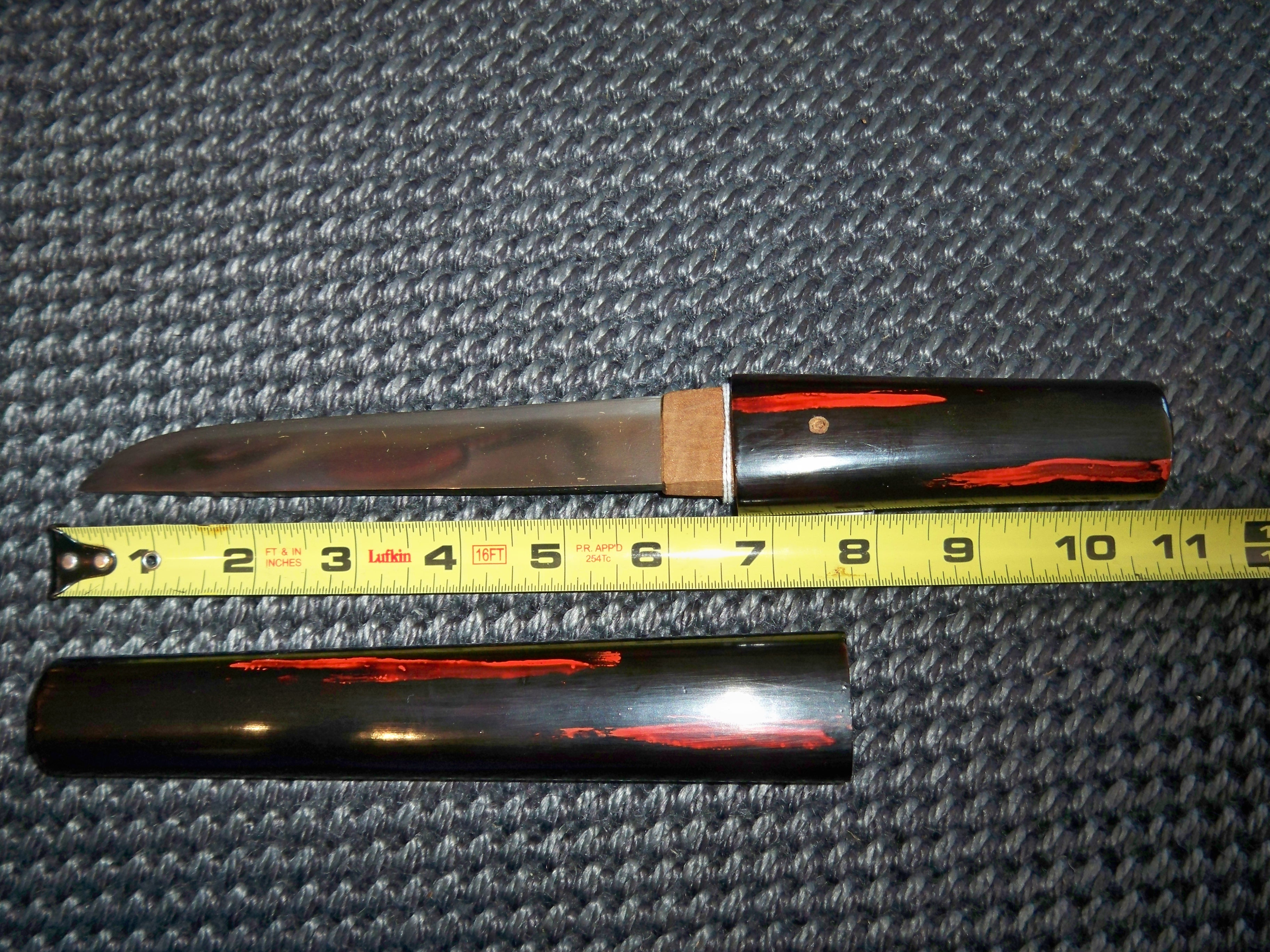
Кайкэн

Кайкэн (яп. 懐剣, до реформы правописания квайкэн, также футокоро-гатана) — кинжал, носимый мужчинами и женщинами самурайского класса в Японии, разновидность танто. Кайкэны использовались для самообороны в помещении, где длинные катаны и средней длины вакидзаси были менее удобны и эффективны, чем короткие кинжалы. Женщины носили их в поясе-оби для самозащиты или (редко) для самоубийства (дзигая). Можно было носить их и в парчовом мешочке с затягивающимся шнурком, позволявшим быстро достать кинжал. Кайкэн входил в число свадебных подарков женщине. В настоящее время он является одним из аксессуаров традиционной японской брачной церемонии: невеста берёт кайкэн, чтобы ей сопутствовала удача.